# Vivian Harris
Vivian Harris (* 17. Juni 1978 in Georgetown, Guyana) ist ein ehemaliger guyanischer Boxer. Er war von Oktober 2002 bis Juni 2005 regulärer Weltmeister der WBA im Halbweltergewicht.

## Erfolge im Boxen
Vivian Harris war 1993 in die USA ausgewandert und gewann 1997 die Golden Gloves von New York, was seine Teilnahme an den National Golden Gloves sicherte. Dort verlor er jedoch im Achtelfinale des Leichtgewichts gegen Carl Phillips.
Im November 1997 gab er sein Profidebüt und erzielte eine Bilanz von 21 Siegen (u. a. Gairy St. Clair), einer Niederlage (Ray Oliveira) und einem Unentschieden (Ivan Robinson), ehe er am 19. Oktober 2002 in Houston auf Platz 15 der Herausforderer um den WBA-Weltmeistertitel boxte und durch TKO in Runde 2 gegen den kubanischen Titelträger Diosbelys Hurtado gewann. Den Titel konnte er anschließend in Las Vegas gegen den Franzosen Souleymane M’baye (WBA #1) und zweimal in Berlin gegen den Deutschen Oktay Urkal verteidigen.
Am 25. Juni 2005 verlor er den Gürtel in Atlantic City (New Jersey) aufgrund einer K.-o.-Niederlage an den Kolumbianer Carlos Maussa. Nach drei folgenden Siegen, darunter im Juli 2006 gegen Stevie Johnston, konnte er am 7. September 2007 im britischen Doncaster noch um den WBC-Weltmeistertitel boxen, verlor dabei jedoch durch K. o. in Runde 7 gegen den Briten Junior Witter.
Ab 2010 verlor er unter anderem gegen Lucas Matthysse, Victor Ortiz, Jessie Vargas und DeMarcus Corley. Seinen letzten Kampf bestritt er im Rahmen eines Rückkampfes gegen DeMarcus Corley und siegte dabei am 21. Juli 2018 einstimmig nach Punkten.